# Badajoz
Badajoz (ejtsd kb. [badahosz], IPA: [baðaˈxoθ], asztur-leóni nyelven Badayoz, extremadurai nyelven Badajós [baðaˈho]) város Délnyugat-Spanyolországban, Extremadura autonóm közösség azonos nevű tartományának székhelye. Püspökségi székhely és egyetemi város. 2014-ben 150 ezer lakosa volt.

## Fekvése
A Guadiana folyó partján fekszik. A Madridot Lisszabonnal összekötő autópálya mellett fekszik, fontos közlekedési csomópont.

## Története
Első dokumentált formája az arab Batalyaws [bataljausz] (بطليوس) név, melynek eredete és jelentése ismeretlen (elterjedt a latin *Pace(m) Augusta névből való származtatása, de ez fonetikailag problémás). A córdobai kalifátus felbomlása után az 1009-ben alapított kis mór fejedelemség központja volt. Hosszú végvári harcok következtek. IX. León, Aragónia királya 1230-ben véglegesen visszahódította a móroktól. Ezt követően a portugálokkal évszázadokon át vívott konfliktusban többször gazdát cserélt. 1705-ben az örökösödési háborúban súlyos károkat szenvedett.  1810-ben francia csapatok foglalták el a várost. A 20. században a spanyol polgárháború alatt is  sok veszteség érte.

## Éghajlata
| Hónap                         | Jan. | Feb. | Már. | Ápr. | Máj. | Jún. | Júl. | Aug. | Szep. | Okt. | Nov. | Dec. | Év   |
| ----------------------------- | ---- | ---- | ---- | ---- | ---- | ---- | ---- | ---- | ----- | ---- | ---- | ---- | ---- |
| Átlagos max. hőmérséklet (°C) | 14,0 | 16,1 | 20,1 | 21,6 | 25,7 | 31,4 | 34,8 | 34,5 | 30,5  | 24,1 | 18,2 | 14,4 | 23,8 |
| Átlagos min. hőmérséklet (°C) | 3,3  | 4,5  | 6,6  | 8,7  | 11,6 | 15,5 | 17,3 | 17,3 | 15,2  | 11,5 | 7,2  | 4,9  | 10,3 |
| Átl. csapadékmennyiség (mm)   | 50   | 42   | 30   | 49   | 36   | 14   | 4    | 5    | 24    | 61   | 65   | 69   | 449  |
| Havi napsütéses órák száma    | 146  | 163  | 226  | 244  | 292  | 335  | 376  | 342  | 260   | 206  | 155  | 114  | 2859 |
| Forrás: Aemet.es,             |      |      |      |      |      |      |      |      |       |      |      |      |      |

## Nevezetességei
- Az Alcazabában berendezett Museo Arquelógico (régészeti múzeum) a paleolit korszaktól kezdve mutatja be a tartomány történetét.
- A közelben álló székesegyházban gyönyörű a csempézett kerengő.[3]
- A város egyik jelképe a Puerta de Palmas nevű építmény, amely a Guadiana folyón átívelő Puente de Palmas nevű régi műemlékhíd mellett áll.
- Az Espantaperros-torony („kutyaijesztő torony”) egy jellegzetes középkori, iszlám eredetű erődtorony a belváros szélén.
- A 20. században épült badajozi Giralda részben a híres sevillai Giralda másolata.

## Népesség
A település lakosságának változását az alábbi diagram mutatja:
| Lakosok száma | 136 319 | 139 135 | 143 748 | 148 334 | 151 565 | 150 517 | 149 946 | 150 702 | 150 610 | 150 570 |
|               | 2001    | 2004    | 2006    | 2009    | 2011    | 2014    | 2016    | 2019    | 2021    | 2024    |

## Híres személyek
- Itt született 1941-ben Manuel de Blas színész[forrás?]